# Antalya Atatürkstadion
Het Antalya Atatürkstadion (Turks: Antalya Atatürk Stadyumu) was een stadion in de Turkse stad Antalya. Het was de thuisbasis van voetbalclub Antalyaspor. Zoals vele (voetbal)stadions in Turkije, was ook dit stadion vernoemd naar de grondlegger van het moderne Turkije: Mustafa Kemal Atatürk. Het stadion had een capaciteit van 12.453 plaatsen. In 1964 werd een start gemaakt met de bouw en in 1965 werd het stadion afgeleverd. De Fransman Furet Turn was de architect. In 2007 werd het stadion gerenoveerd.
Het stadion werd, vooral in de winterstop, door meerdere ploegen van binnen en buiten Turkije gebruikt voor oefenwedstrijden en/of trainingskampen. Zo was het stadion sinds de winter van 2007 het decor van de Antalya Cup. Het werd in februari 2016 afgebroken en vervangen door het modernere Antalyastadion.

## Belangrijke wedstrijden
| Datum         | Wedstrijd                    | Uitslag | Competitie                  |
| ------------- | ---------------------------- | ------- | --------------------------- |
| 23 april 2003 | Gençlerbirliği – Trabzonspor | 1 – 3   | Finale Turkse beker 2002/03 |

## Fotogalerij

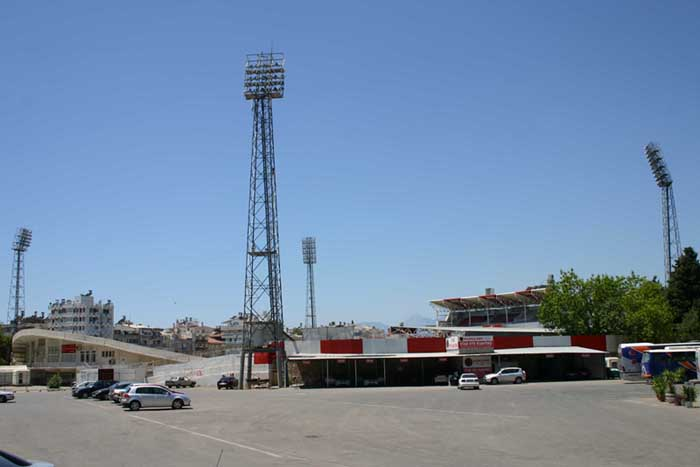
Buitenkant stadion
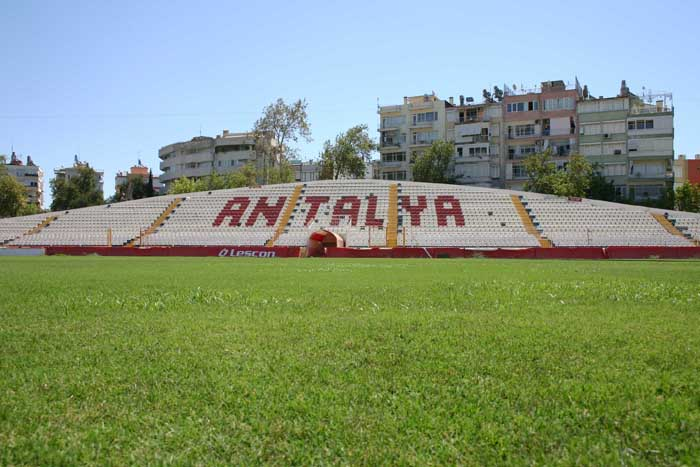
Zijtribune

Ali Sami Yen Spor Kompleksi (Galatasaray) ·
Antalyastadion (Antalyaspor) ·
Atatürk Olympisch Stadion (Fatih Karagümrük) · 
Başakşehir Fatih Terimstadion (Başakşehir) · 
Beşiktaş Park (Beşiktaş) · Çotanak Spor Kompleksi (Giresunspor) · 
Eryamanstadion (Ankaragücü) ·
Esenyurt Necmi Kadıoğlustadion (Istanbulspor) · 
Gaziantepstadion (Gaziantep) ·
Kadir Hasstadion (Kayserispor) ·
Kırbıyık Holdingstadion (Alanyaspor) ·
Konya Büyükşehir Belediyestadion (Konyaspor) ·
Nieuw Adanastadion (Adana Demirspor) · 
Nieuw Hataystadion (Hatayspor) ·
Nieuw Sivas 4 september-stadion (Sivasspor) ·
Recep Tayyip Erdoğanstadion (Kasımpaşa) ·
Şenol Güneşstadion (Trabzonspor) ·
Şükrü Saracoğlustadion (Fenerbahçe) ·
Ümraniye Gemeentelijk stadion (Ümraniyespor)
Alsancak Mustafa Denizlistadion (Altay) ·
Aktepestadion (Keçiörengücü) · 
Bandırma 17 september-stadion (Bandırmaspor) ·
Bodrum İlçestadion (Bodrumspor) ·
Bolu Atatürkstadion (Boluspor) · 
Bornova Aziz Kocaoğlustadion (Altınordu) ·
Çaykur Didistadion (Çaykur Rizespor) ·
Denizli Atatürkstadion (Denizlispor) ·
Eryamanstadion (Gençlerbirliği) ·
Eyüpstadion (Eyüpspor) ·
Gürsel Akselstadion (Göztepe) ·
Kazım Karabekirstadion (Erzurumspor) · 
Manisa 19 mei-stadion (Manisa) ·
Nieuw Adanastadion (Adanaspor) · 
Nieuw Malatyastadion (Yeni Malatyaspor) · 
Nieuw Sakaryastadion (Sakaryaspor) ·
Pendikstadion (Pendikspor) ·
Samsun 19 mei-stadion (Samsunspor) ·
Tuzla Belediyestadion (Tuzlaspor)
Balıkesir Atatürkstadion (Balıkesirspor) ·
Bursa Büyükşehir Belediyestadion (Bursaspor) · 
Nieuw Eskişehirstadion (Eskişehirspor) ·
Osmanlıstadion (Ankaraspor) · 
Spor Toto Akhisarstadion (Akhisar Belediyespor)